# FMはしもと
FMはしもと株式会社は、和歌山県橋本市、伊都郡九度山町、かつらぎ町、高野町の各一部地域を放送対象地域として超短波放送（FM放送）をする特定地上基幹放送事業者である。
FMはしもとの愛称でコミュニティ放送をしている。

## 概要
2013年（平成25年）開局、全国で268局目、近畿管内で38局目、県内では5局目となるコミュニティ放送局である。
取締役会長の向井嘉久藏は20年以上にわたり、和歌山県全域を対象とするのではなく橋本市周辺に特化した情報発信基地を設け、橋本市民に対し身近な情報を提供し、地域振興および公共福祉を向上させること、ならびに災害時に防災・緊急放送を行うコミュニティ放送局の構想を企図してきた。橋本高等学校の創立百年記念式典の折に構想を話したところ、出資者が現れ、株式会社の設立に至った。FMはしもとの運営には義娘の向井景子があたることとなり、代表取締役社長に就任した。
向井嘉久藏ら5人と渋谷区のHM興産がマスメディア集中排除原則にいう支配関係にある。
本社・演奏所（スタジオ）は橋本市東家の向井米穀店と同じ敷地にある。
送信所
| 送信所                                                                             | 空中線電力 | 設置場所                       | 放送区域                                               |
| ---------------------------------------------------------------------------------- | ---------- | ------------------------------ | ------------------------------------------------------ |
| 親局                                                                               | 20W        | 橋本市西畑106-2 国城山中腹     | 橋本市、九度山町、かつらぎ町、紀の川市、五條市の各一部 |
| 中継局                                                                             | 2W         | 高野町高野山636 高野町役場屋上 | 高野町の一部                                           |
| - 親局の呼出符号はJOZZ7BL-FM、呼出名称はエフエムはしもと - 周波数は、すべて81.6MHz |            |                                |                                                        |

インターネット配信はJCBAインターネットサイマルラジオによる。
常駐スタッフは2人または3人で、地域住民および近隣の高校生らがパーソナリティとして参加している。
橋本市と九度山町とは「災害時における放送要請等に関する協定書」を締結している。

## 沿革
- 2012年（平成24年）
  - 1月23日 - FMはしもと設立趣旨書を提出[5]
  - 10月2日 - FMはしもと株式会社設立[6]
- 2013年（平成25年）
  - 2月26日 - 特定地上基幹放送局の予備免許取得[7]、 放送対象地域は橋本市、九度山町、かつらぎ町の各一部
  - 3月4日 - 試験電波発射開始[8]
  - 3月28日 - 特定地上基幹放送局の免許取得[9][10]
  - 3月31日 - 橋本市民会館にて開局プレイベントを開催[11]
  - 4月1日 - 開局[10]、午前7時より放送開始（これに先立ち取締役会長向井嘉久藏の挨拶を放送）
  - 4月18日 - 日本コミュニティ放送協会に加盟[12]
  - 6月1日 - SimulRadioによるインターネット配信開始[2]
- 2014年（平成26年）
  - 5月21日 - 橋本市と「災害時における放送要請等に関する協定書」を締結[3]
  - 11月25日 - 九度山町と「災害時における放送要請等に関する協定書」を締結[4]
- 2016年（平成28年）
  - 1月22日 - 中継局の予備免許取得[13]、放送対象地域は高野町の一部
  - 3月3日 - 中継局の免許取得[14]
- 2020年（令和2年）4月2日 - インターネット配信をJCBAインターネットサイマルラジオに変更[15]

## 番組

### 帯番組
- こちら放送部です（月曜 - 木曜 7:00 - 7:44）
- ひまわり文庫（金曜 7:00 - 7:44）
- ひとみのワンポイント英会話（月曜 - 金曜 7:45 - 7:49）
- FMはしもとインフォメーション（月曜 - 金曜 7:50 - 7:59）
- はしもとワイドモーニング（月曜 - 金曜 8:00 - 8:44、9:00 - 9:44）
- サユちゃん体操（月曜 - 金曜 8:45 - 8:59）
- 行政情報（月曜 - 木曜 9:45 - 9:59）
- クラッシータイム（金曜 9:45 - 9:59）
- ラジオdeブランチ（月曜 - 金曜 10:00 - 12:59）
- 橋本ティーブレイク（月曜 - 金曜 13:00 - 14:59）
- ティータイムミュージック（月曜 - 金曜 15:00 - 15:29）
- みんなで子育て応援隊（月曜 - 金曜 15:30 - 15:59）
- 夕焼けワイド（月曜 - 金曜 17:00 - 18:29）
- BOX P＠RK（月曜 - 金曜 18:30 - 18:59）

### 生放送番組
- ドリームボックス（月曜 19:00 - 19:59）
- まみむめマンデー（月曜 20:00 - 21:29）→2017年に終了。現在、パーソナリティ・てっちゃん1人による「月曜からこんな感じ」に変更
- 浦部陽介の歌いたい・喋りたい（月曜 21:30 - 22:59）→2023年に終了。
- クラブわかば（火曜 21:30 - 21:59）
- ShilfeeのInterview with you!（水曜 20:00 - 20:59）
- like & life（木曜 20:00 - 20:59）
- 輝っと北っこりおかえりラジオ（木曜 21:00 - 21:59）
- ミュージックフライデー（金曜 20:00 - 21:59）
- 7th Chord Radio（金曜 22:00 - 23:59）

### 収録番組
- FMはしもと劇場（月曜 23:00-23:59）
- フィールドオブドリームミュージック（火曜 19:00 - 19:59）
- ねこぱんちdeNIGHT（火曜 22:00 - 22:59）
- 虹色DJ NIGHT（火曜 23:00 - 23:59）
- はしもといちばん!（水曜 16:00 - 16:29）
- つれもていこラジオ（水曜 19:00 - 19:59）
- しもちゃんのBluegrassでナイト - ウェイバックマシン（2015年2月13日アーカイブ分）(水曜 21:30-22:59)
- 人生はミラーボール（木曜 19:00 - 19:29）
- 木曜レトロ気分（木曜 19:30 - 19:59）
- GATTO de NIGHT♪（木曜 22:00 - 22:59）
- 声のミュージアム（金曜 16:00 - 16:59）
- 橋本ショータイム（金曜 19:00 - 19:29）
- ミュージックブレイク（金曜 19:30 - 19:59）
- リラ☆クラシック（土曜 7:00 - 7:59）
- 懐かしきメロディー（土曜 8:00 - 8:29）
- お遍路を巡って（土曜 8:30 - 8:59）
- 紀州ヒストリア（土曜 9:00 - 9:29）
- ラジオ寺子屋・高野山（土曜 12:00 - 12:59）
- みんなアスリート（土曜 13:00 - 13:59）
- Saturday Weekend Flash!（土曜 15:00 - 17:59）
- ITかおす（土曜 19:00 - 19:29）
- 月夜のうさぎ（土曜 19:30 - 19:59）
- ヨウスケのラララ（土曜 20:00 - 20:59）
- Nice Time（土曜 21:00 - 21:59）
- ミュージックレイジー（土曜 22:00 - 22:59）
- DJ Siqloが正気のSaturday Night（土曜 23:00 - 23:59）
- 演歌で元気!（日曜 8:00 - 8:59）
- H.M.W（日曜 13:00 - 13:59）
- 80'sグラフィティー（日曜 21:00 - 21:59）
- ロックトレイン816（日曜 22:00 - 22:59）
- 週刊アニメ☆ニュータイプ（日曜 23:00 - 23:59）

### その他の番組
- おはようミュージック（月曜 - 日曜 6:00 - 6:59）
- 夜明けまで音楽三昧（月曜 - 木曜 24:00 - 5:59）
- ミッドナイト★ライダー（金曜 - 日曜 24:00 - 5:59）
- Favorites Music♪